# Sportovec roku 1974
Sportovec roku 1974 byl šestnáctý ročník ankety sportovních novinářů o nejlepšího sportovce Československa. Vítězem se stal zápasník Vítězslav Mácha, který se toho roku v Katovicích stal mistrem světa.

## První desítka
1. Vítězslav Mácha (zápas)
2. Anton Tkáč (cyklistika)
3. Helena Fibingerová (atletika)
4. Stanislav Henych (lyžování)
5. Milan Orlowski (stolní tenis)
6. Vladimír Vačkář – Miroslav Vymazal (cyklistika)
7. Jan a Jindřich Pospíšilové (kolová)
8. Květoslav Mašita (motorismus)
9. Blanka Paulů (lyžování)
10. Ludvík Daněk (atletika)